# Servicewohnen
Servicewohnen bezeichnet eine Wohnform des betreuten Wohnens in Deutschland. Nach dem Heimrecht der Länder werden darunter Einrichtungen erfasst, bei denen die Anmietung von Wohnraum mietvertraglich an die Inanspruchnahme bestimmter allgemeiner Unterstützungsleistungen wie Hausnotruf, Hausmeisterservice oder die Vermittlung von ambulanter Pflege und Betreuung gebunden ist und diese Leistungen nicht unabhängig von der Mietwohnung gekündigt werden können.
Das Servicewohnen unterscheidet sich somit vom ambulant betreuten Wohnen insofern, als der Bewohner keine freie Wahl des Anbieters allgemeiner Betreuungsleistungen hat, sondern vertraglich durch den Mietvertrag an einen bestimmten Anbieter gebunden ist, von vollstationären Heimen insofern, als keine vollständige Übernahme der Verantwortung für die Lebensführung des Bewohners stattfindet und der Bewohner über die genannten allgemeinen Dienstleistungen hinausgehenden Bedarfe selbständig in Anspruch nehmen kann (z. B. Essen auf Rädern). Angebote des Servicewohnens richten sich überwiegend an ältere Menschen.
Der Begriff ist gesetzlich nicht geschützt.

## Normierung
Nach dem bundesrechtlichen Heimgesetz (§ 1 Abs. 2) waren Einrichtungen des Servicewohnens keine Heime im Sinne des Heimrechts und unterlagen damit nicht den dortigen Regelungen hinsichtlich baulicher und personeller Bedingungen sowie der Heimaufsicht. Mit der Föderalismusreform, mit der die Zuständigkeit für das Heimrecht zum 1. September 2006 auf die Länder überging, wurde dies vereinzelt geändert und das Servicewohnen dem Heimrecht zugeordnet. Die Frage, ob Servicewohnen unter das Heimrecht fällt, wird heute in den einzelnen Bundesländern unterschiedlich beantwortet.
In folgenden Ländern wird das Servicewohnen dem Heimrecht zugeordnet:
- Freie Hansestadt Bremen (§ 2 Abs. 2, § 7 Bremisches Wohn- und Betreuungsgesetz)[1]
- Hamburg (§ 2 Abs. 1 Hamburgisches Wohn- und Betreuungsqualitätsgesetz)
- Niedersachsen (§ 2 Abs. 4 Niedersächsisches Gesetz über unterstützende Wohnformen)
- Nordrhein-Westfalen (§ 2 Abs. 2 Wohn- und Teilhabegesetz)
- Saarland (§ 1 Abs. 1, § 1b Saarländisches Wohn-, Betreuungs- und Pflegequalitätsgesetz)

In nachfolgenden Ländern unterliegt die Wohnform des Servicewohnens nicht dem Heimrecht:
- Baden-Württemberg (§ 2 Abs. 6 Wohn-, Teilhabe- und Pflegegesetz)
- Bayern (Art. 2 Abs. 2 Pflege- und Wohnqualitätsgesetz)
- Berlin (§ 2 Abs. 1 Wohnteilhabegesetz)
- Brandenburg (§ 2 Abs. 1, § 3 Abs. 1 Brandenburgisches Pflege- und Betreuungswohngesetz)
- Hessen (§ 2 Abs. 4 Hessisches Gesetz über Betreuungs- und Pflegeleistungen)[2]
- Mecklenburg-Vorpommern (§ 2 Abs. 3 Einrichtungenqualitätsgesetz)
- Rheinland-Pfalz (§ 3 Abs. 3 Landesgesetz über Wohnformen und Teilhabe)
- Sachsen (§ 2 Abs. 3 Sächsisches Betreuungs- und Wohnqualitätsgesetz)[3]
- Sachsen-Anhalt (§ 6 Abs. 1 Wohn- und Teilhabegesetz)
- Schleswig-Holstein (§ 9 Selbstbestimmungsstärkungsgesetz)
- Thüringen (§ 4 Thüringer Wohn- und Teilhabegesetz)

Die Norm DIN 77800 ist anwendbar für Anbieter der Wohnform „Servicewohnen für ältere Menschen“ bzw. Betreutem Wohnen. Sie wurde vom Arbeitsausschuss NA 159-08-02 AA „Betreutes Wohnen“ im DIN-Normenausschuss Dienstleistungen (NADL) erarbeitet.